# Eulenburg (Adelsgeschlecht)

Stammwappen derer zu Eulenburg

Die Herren, Grafen und Fürsten zu Eulenburg (früher von Ileburg) gehören zum obersächsischen Uradel, der mit Conradus de Ilburg 1170–1197 urkundlich zuerst erscheint, wonach mit Otto de Yleborch 1199 die ununterbrochene Stammfolge beginnt.
Sie waren Ministerialen der Wettiner auf der Ileburg (heute Eilenburg) in der Markgrafschaft Meißen und Herren von Mühlberg/Elbe. Von ihren Landesherren verdrängt, gingen sie um 1350 in die unter böhmischer Herrschaft stehende Markgrafschaft Niederlausitz, wo sie die Herrschaften Sonnewalde, Forst und Pförten erwarben. Ab Anfang des 15. Jahrhunderts besaßen sie auch Burgen im Königreich Böhmen, wohin eine Linie, die Freiherren von Ilburg, ging, die dort 1538 ausstarb, während die andere Linie, die von Eylenburg und später Eulenburg, um 1460 ins Land des Deutschen Ordens nach Ostpreußen zog. Dort erwarb sie 1468 Gallingen sowie später weitere Güter, darunter 1547 Prassen und 1766 Wicken, die alle bis zur Vertreibung 1945 gehalten wurden. Die ostpreußische Linie stieg ebenfalls in den Freiherrn- und 1786 in den Grafenstand auf; der seit 1867 auf dem brandenburgischen Schloss Liebenberg ansässige Zweig wurde im Jahre 1900 unter dem Namen zu Eulenburg und Hertefeld in den erblichen preußischen Fürstenstand erhoben.

## Geschichte

### Ursprung
Das Geschlecht, das urkundlich erstmals 1170–1197 mit Conradus de Illburg erscheint und mit demselben Conradus de Hilburch 1181 urkundlich bei Halle unter den Ministerialen der Markgrafen von Meißen auftritt, beginnt die sichere Stammreihe 1199 mit Otto von Ileburg. Das Ministerialengeschlecht der Ileburger stellte die Vögte der – schon im 12. Jahrhundert ausgestorbenen – Grafen von Eilenburg (Heinrich I. von Eilenburg, Heinrich II. und Dietrich) aus dem Geschlecht der Wettiner.
Das Wappen des Botho de Ileburg ist bereits auf einem um kurz nach 1209 gefertigten Wappenkasten des Quedlinburger Domschatzes zu finden, vermutlich als Vasall bzw. Ministerialer seines Lehnsherrn Dietrich von Meißen. Anfang des 13. Jahrhunderts sind die Ileburger von den Wettinern mit der Burg Eilenburg belehnt und üben die Herrschaft über die Stadt Ileburg (heute Eilenburg) aus; außerdem sind sie Besitzer von Schloss und Herrschaft Mühlberg, wo die Brüder Otto und Bodo von Ileburg 1228 das Kloster Marienstern stiften.

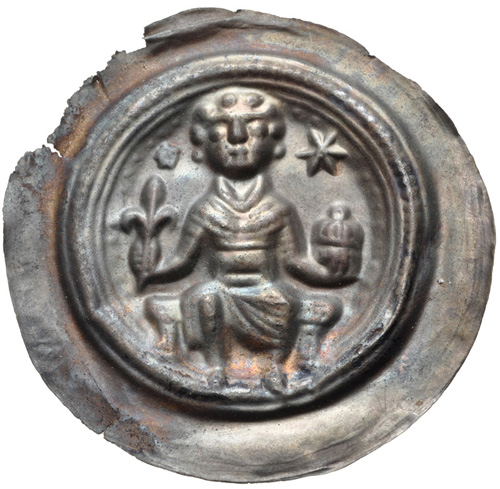
Herrschaft Eilenburg, Otto (1191–1234) Dynastenbrakteat
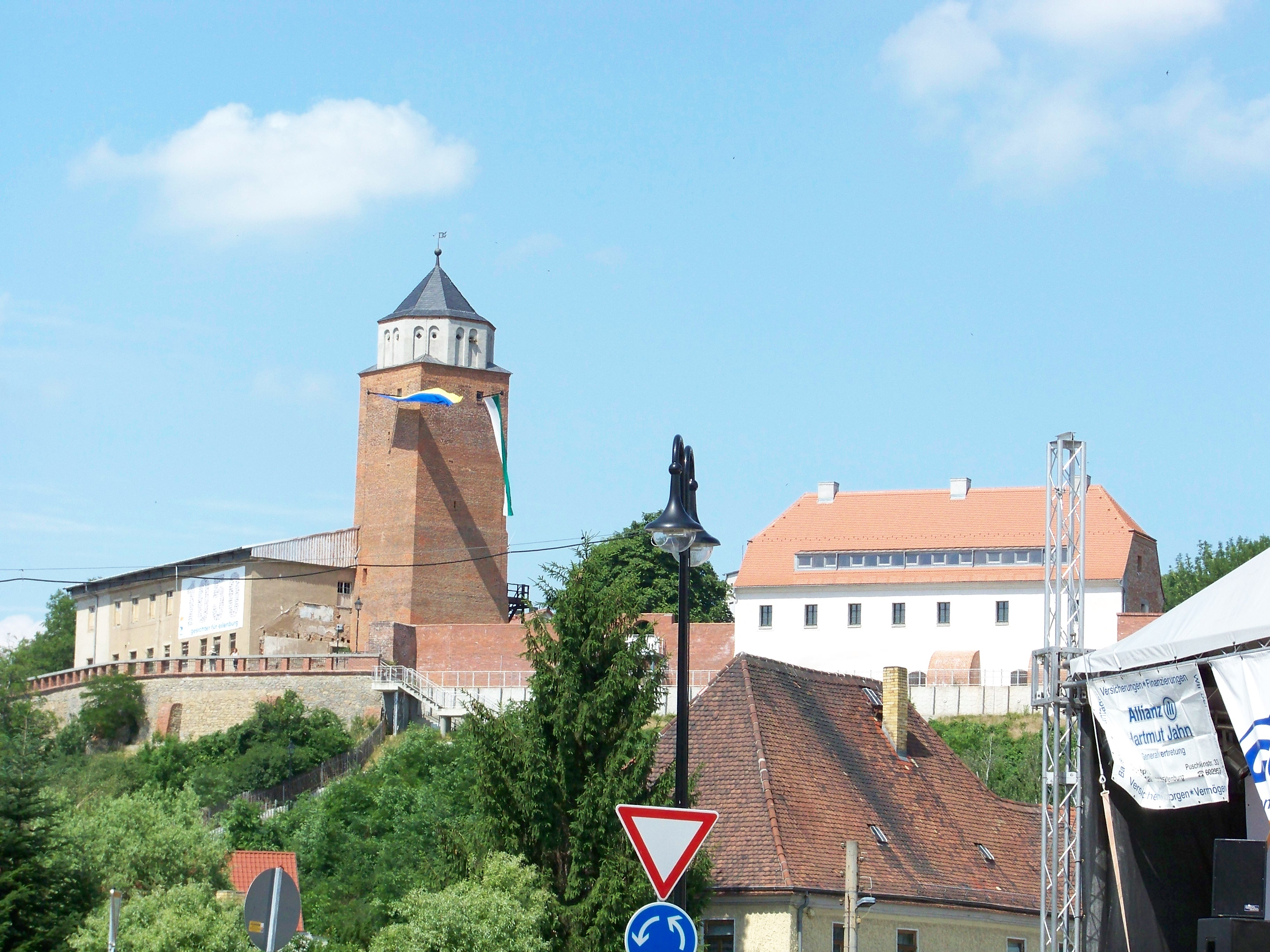
Burg Eilenburg
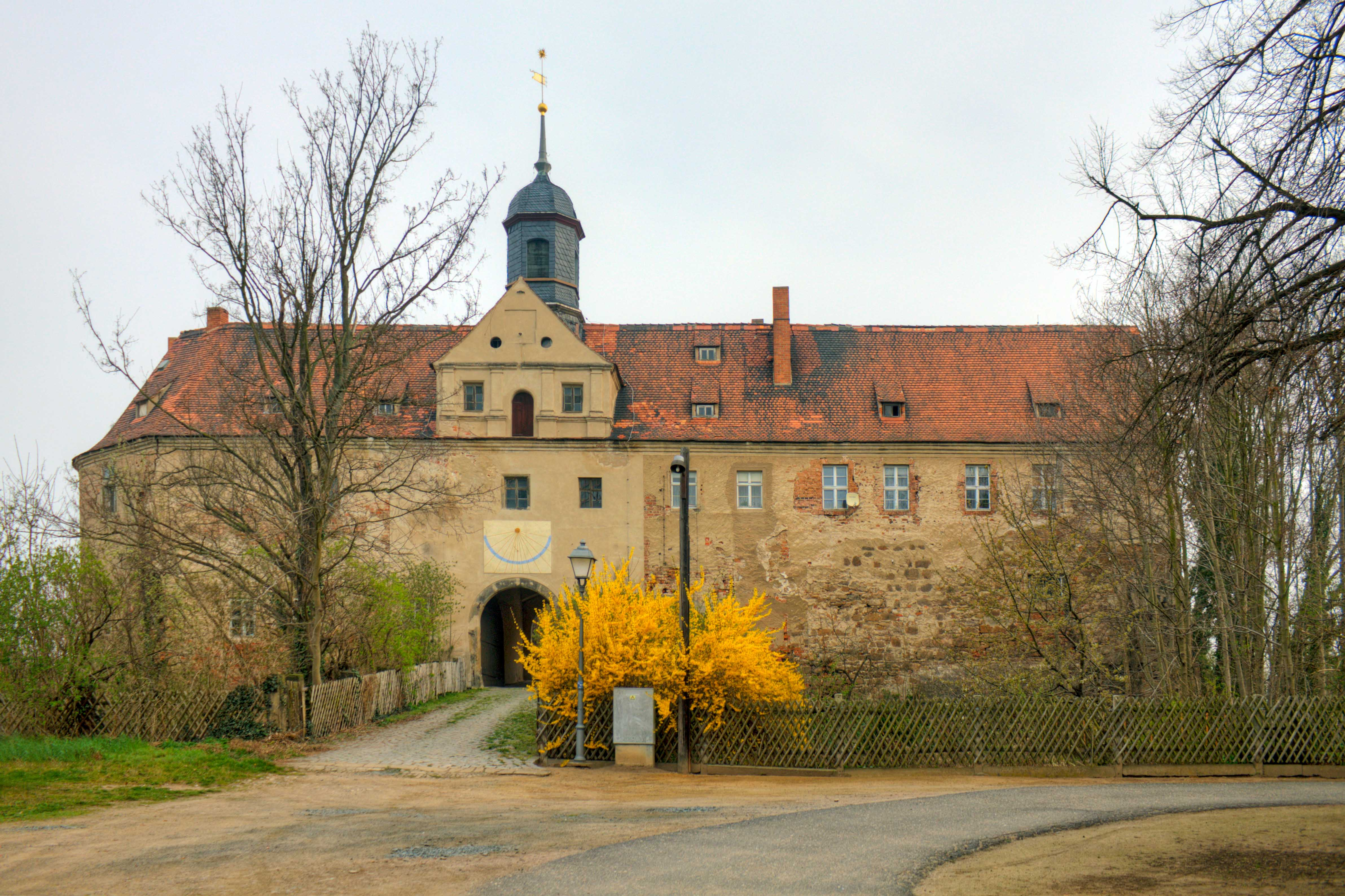
Schloss Mühlberg/Elbe
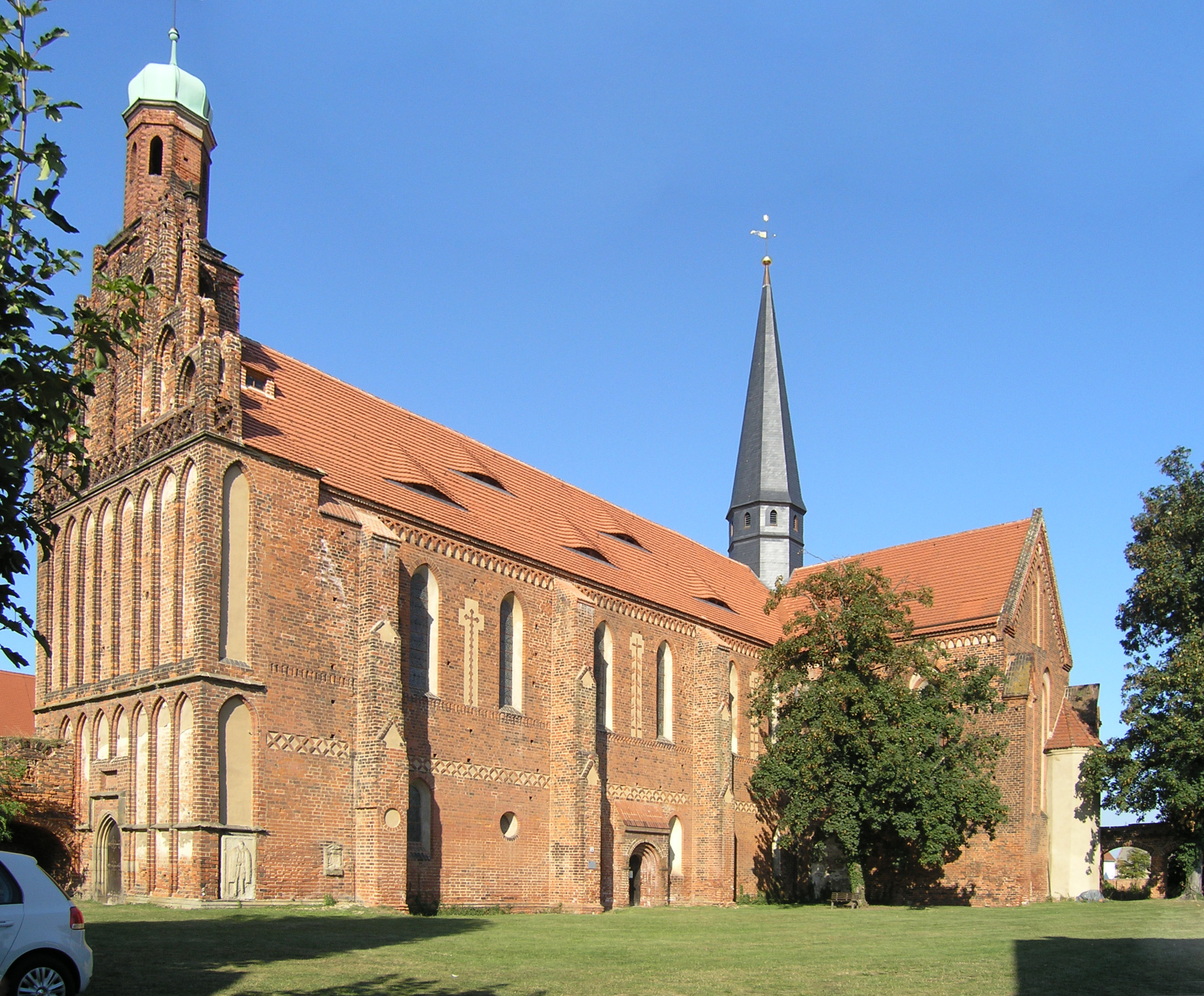
Kloster Marienstern in Mühlberg

### Verbreitung
Ende des 14. Jahrhunderts entledigten sich die Markgrafen von Meißen einiger – ihnen zu mächtig gewordener – Adelsgeschlechter, teils durch Gewalt (so der Burggrafen zu Dohna), teils durch Kauf. Die Ileburger traten nun in fremde Dienste, Otto Wend von Ileburg (1319–1370) wurde markgräflich brandenburgischer Rat, Botho von Ileburg 1350 königlich böhmischer Landvogt der Niederlausitz, wo die Familie bereits um 1318–1328 die Herrschaft Sonnewalde erworben hatte. Die Niederlausitz gehörte zu den Ländern der Böhmischen Krone. Botho war der gemeinsame Stammvater der Freiherren von Ilburg, die Anfang des 15. Jahrhunderts in Böhmen ansässig wurden (und dort 1538 erloschen sind) sowie der von Eulenburg, die Mitte des 15. Jahrhunderts nach Ostpreußen gingen.
1352 wurde Katharina von Ileburg vom böhmischen und deutschen König Karl IV. mit der Herrschaft Forst in der Markgrafschaft Niederlausitz belehnt und bald darauf mit der benachbarten Herrschaft Pförten. 1376 verkauften die Ileburger ihr meißnisches Lehen Eilenburg an Thimo von Colditz, von dem es 1402 an Wilhelm I. von Meißen zurückfiel. 1397 verkauften sie auch Mühlberg und waren damit aus den wettinischen Landen endgültig heraus.
Die Herrschaft Forst wurde schon 1380 an die Biebersteiner verkauft, die Herrschaft Pförten 1454. Botho der Ältere (1379–1430) siedelte 1414 nach Sonnewalde über und erwarb in Böhmen die Burg Egerberk mit zugehöriger Herrschaft, die aber 1444 in einer Fehde verlorenging. Der Sohn Botho der Jüngere (1430–1480) war ab 1450 Landvogt der Niederlausitz. Von ihm stammen die späteren Grafen zu Eulenburg in Ostpreußen ab, denn sein Sohn Wend zog in den Deutschordensstaat, wo er 1468 mit Gallingen belehnt wurde. 1477 wurde auch Sonnewalde verkauft. Damit hatte die Familie auch die Niederlausitz verlassen. Sie war nun in Böhmen und Ostpreußen ansässig.

### Böhmische Linie
Botho der Jüngere (1379–1434), auch Buda von Ilburg genannt, war Pfandherr und ab 1426 Burggraf auf Burg Elbogen (Loket) in Böhmen, einer großen königlichen Grenzfeste, die er erfolgreich gegen Angriffe der Hussiten verteidigte. Sein Sohn Wilhelm I. († 11. September 1489), Unterkämmerer des Königreichs Böhmen, erwarb 1434 die Herrschaft Ronov (Ronburg) im Leitmeritzer Kreis, ferner die benachbarte Taboritenburg Kelch. Während der Wartenberger Fehde beteiligte sich Ilburg an Einfällen in die Gebiete der Städte Zittau und Görlitz, daher erstürmten 1437 die Truppen des Oberlausitzer Sechsstädtebundes die Kelchburg und brannten sie nieder. 1457 erwarb er auch die Helfenburg sowie Budenice und Mscheno. Er war ein großer Anhänger des böhmischen Königs Georg von Podiebrad, wandte sich in späteren Jahren jedoch von ihm ab. Wilhelm I. von Ilburg liegt in der Kirche zu Charvatce bei Mscheno begraben.

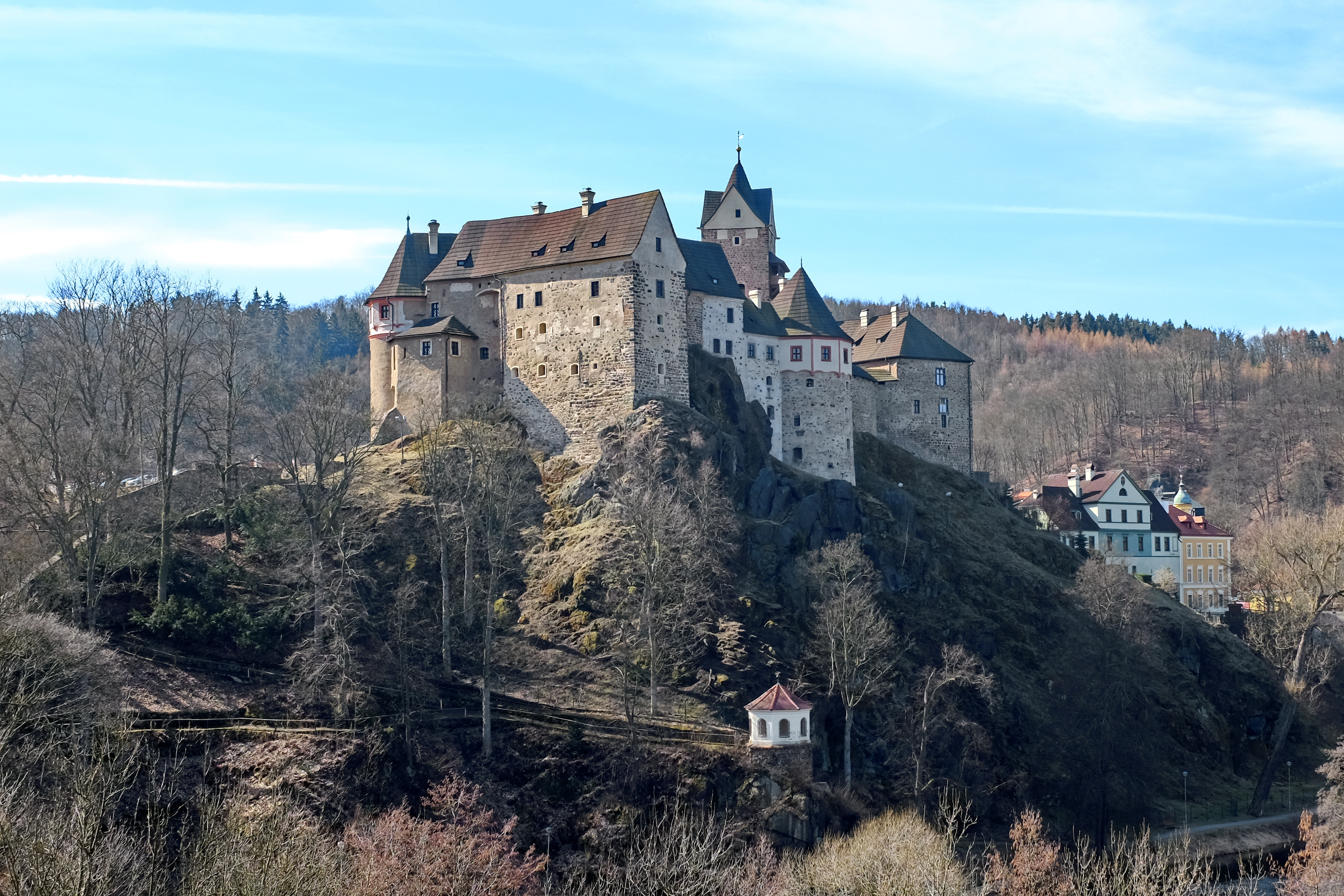
Burg Elbogen (Loket)
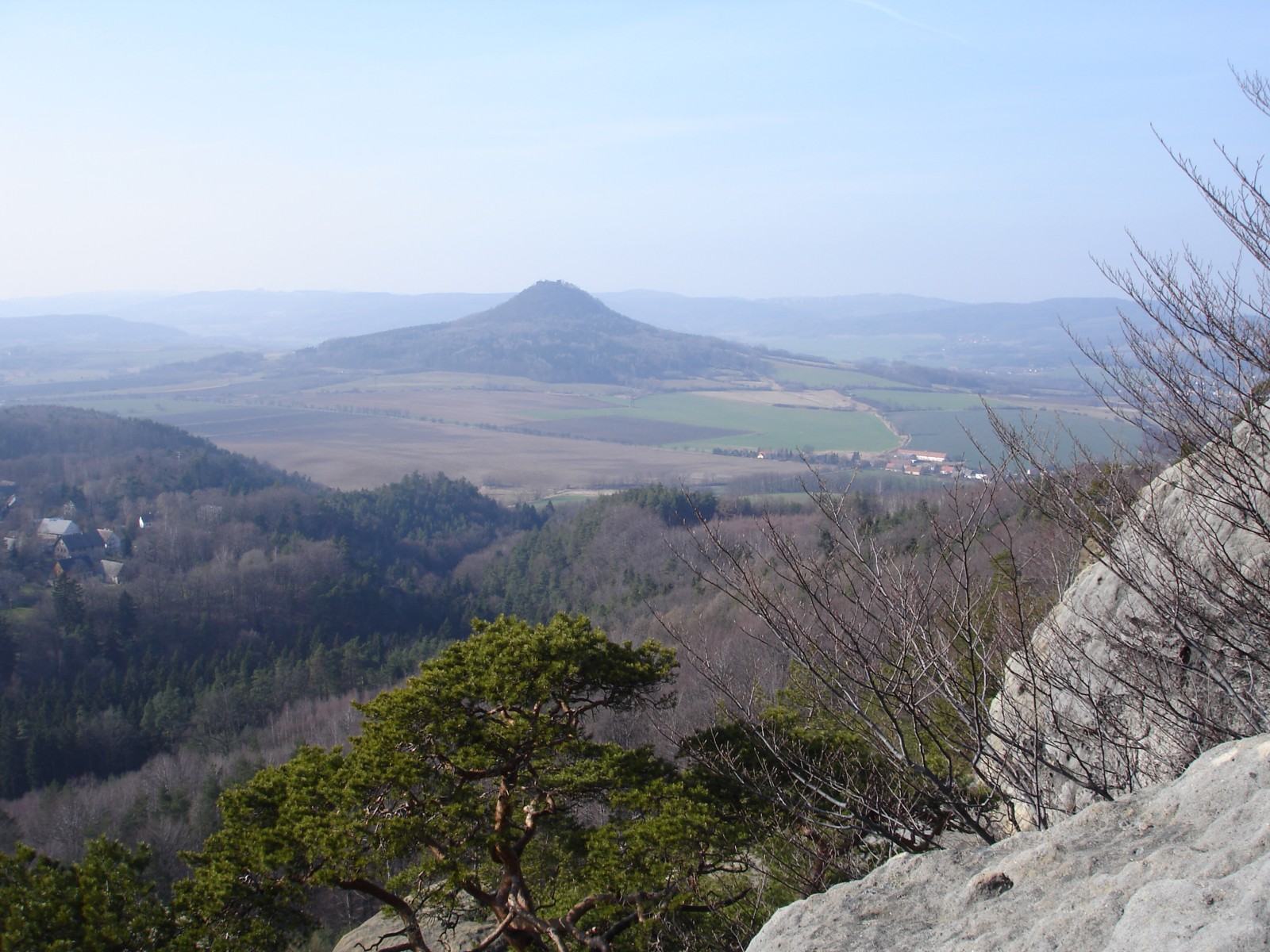
Burgberg von Ronov (Ronburg)
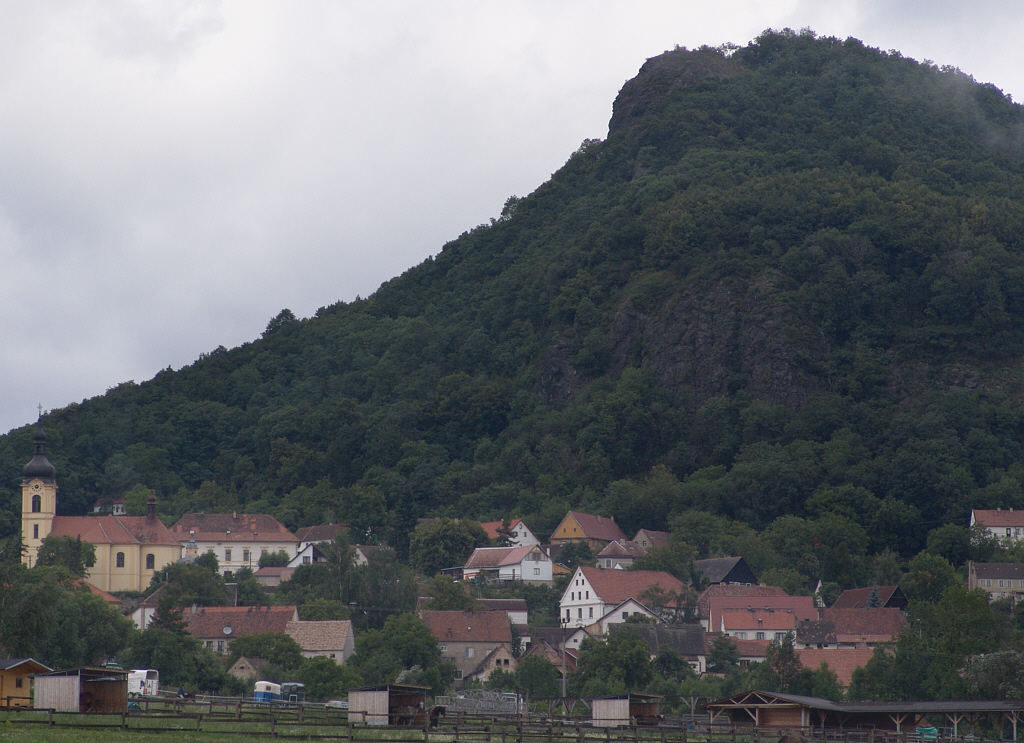
Burgberg von Kelch
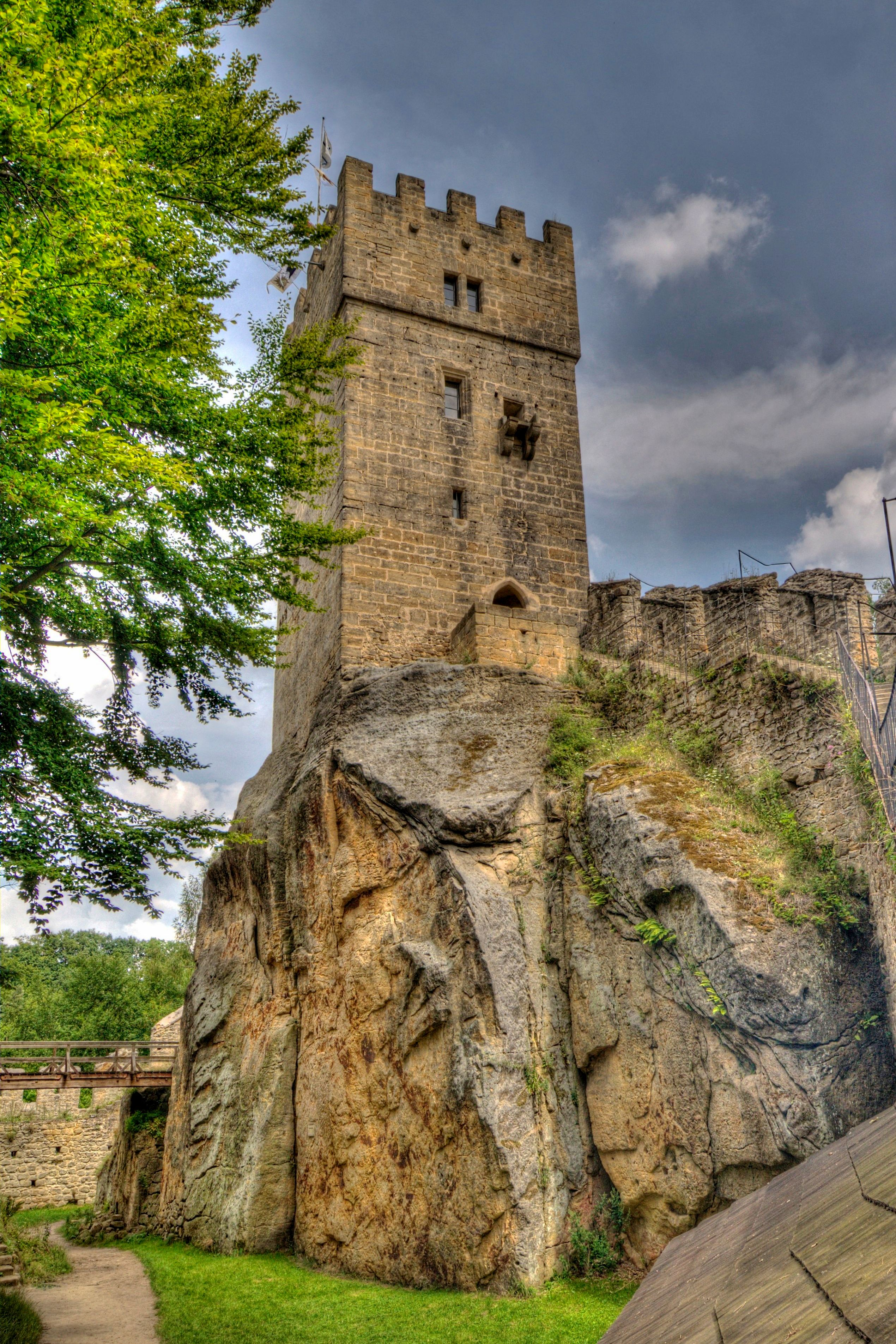
Burg Helfenburk (Nordböhmen)

Mit seinem Tod gingen seine Besitzungen an seinen einzigen Sohn Wilhelm II. († 1538) über. Dieser wurde bereits 1508 Hauptmann des Leitmeritzer Kreises, später auch Landvogt der Oberlausitz (1517–1519). Die Ilburgs gehörten nun bis zu ihrem Aussterben 1538 zum böhmischen Herrenstand, nach der ältesten Herrenstandordnung von 1501 nahmen sie dort den 15. Rang ein. Wilhelm II. erwarb 1518 auch Schloss Lämberg mit zugehöriger Herrschaft, das er zu seiner Residenz ausbaute, sowie Burg Woltarik und Schloss Hauenstein. Ohne männliche Nachkommen ging das Erbe 1538 zunächst an dessen Witwe Agnes, geb. Gräfin von Helfenstein über, später an die einzige Tochter Anna, verehelichte von Kurzbach, und nach deren Tod 1554 an ihre Söhne Wilhelm und Heinrich II. von Kurzbach zu Trachenberg.

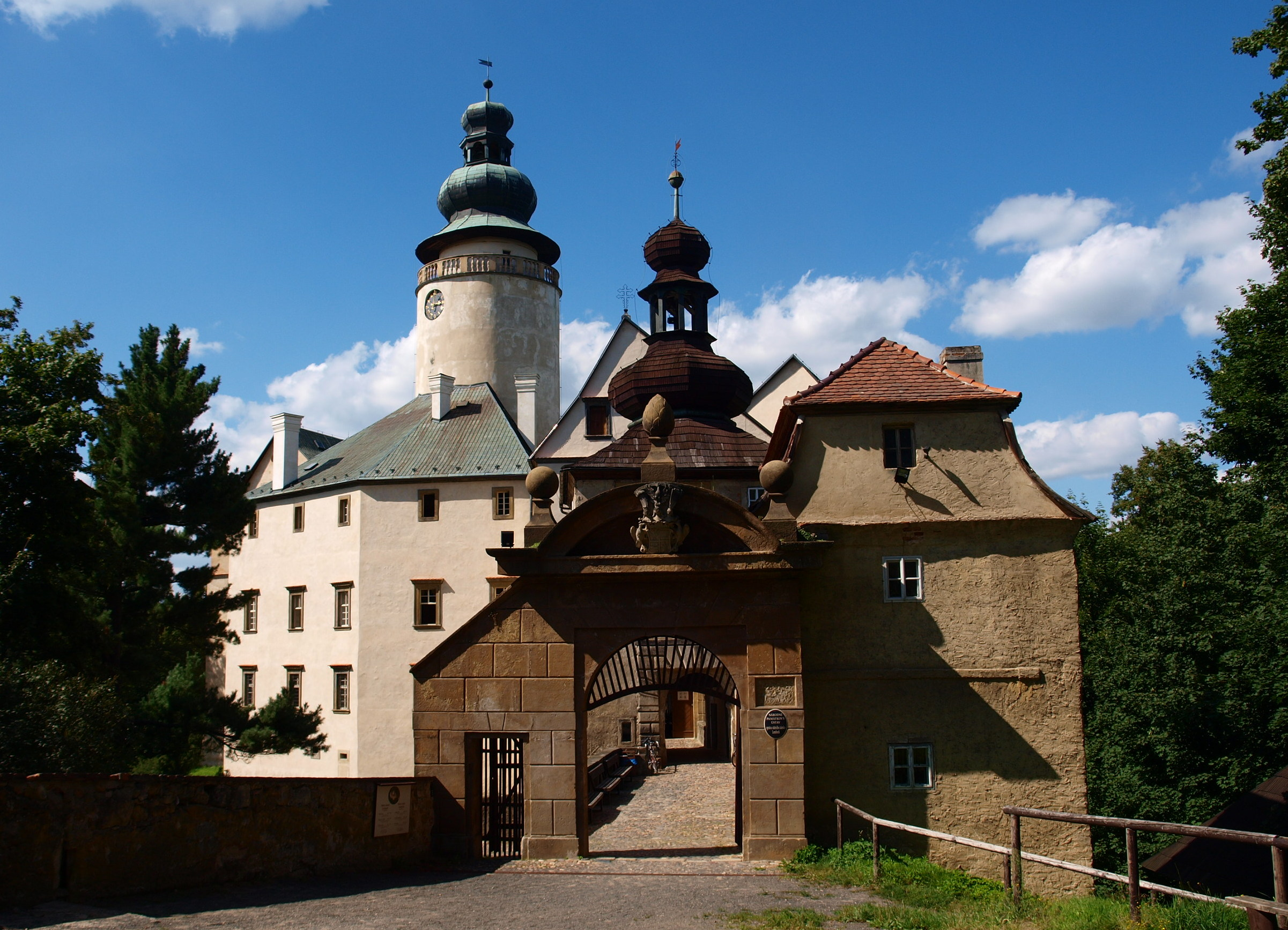
Schloss Lämberg
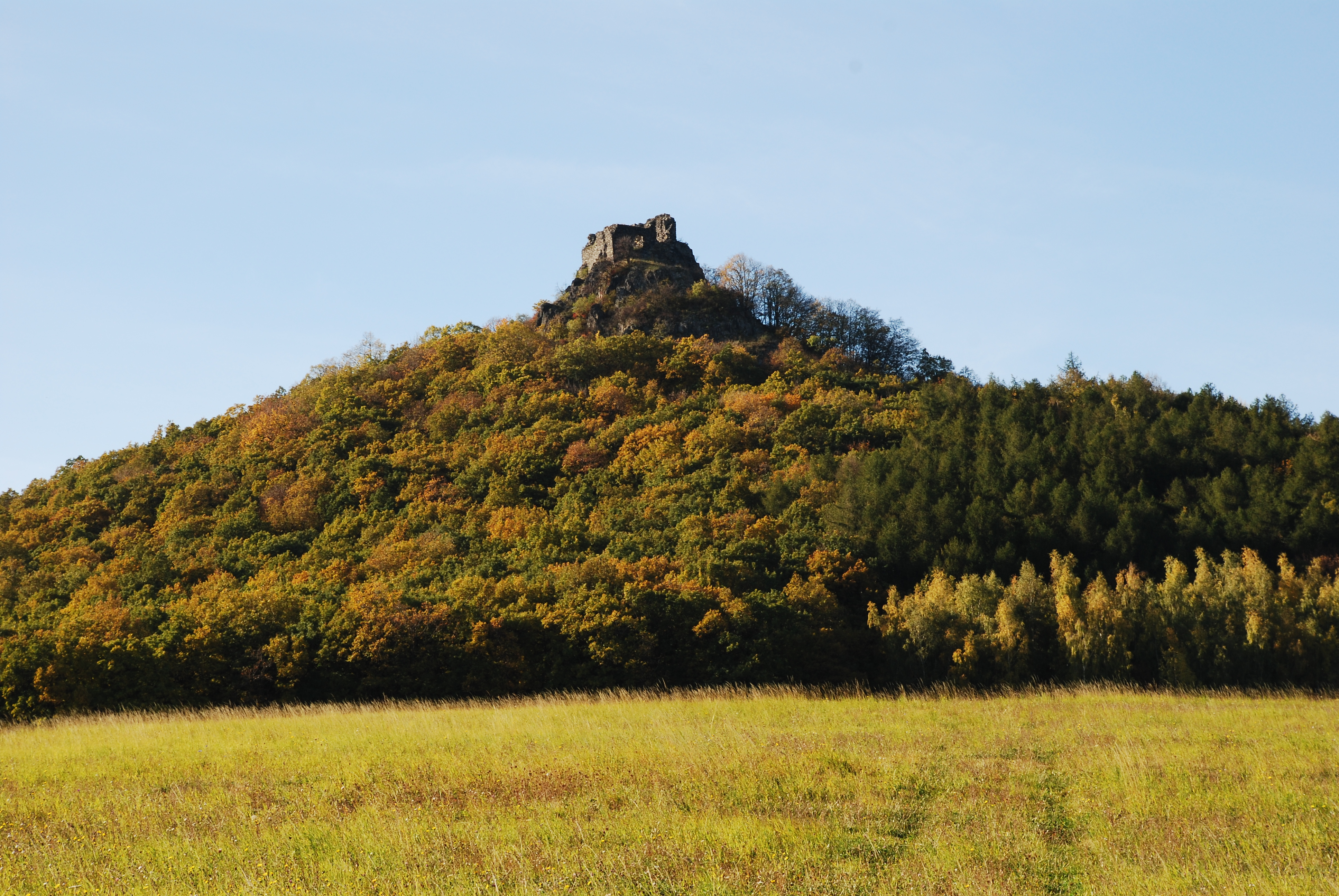
Burg Woltarik
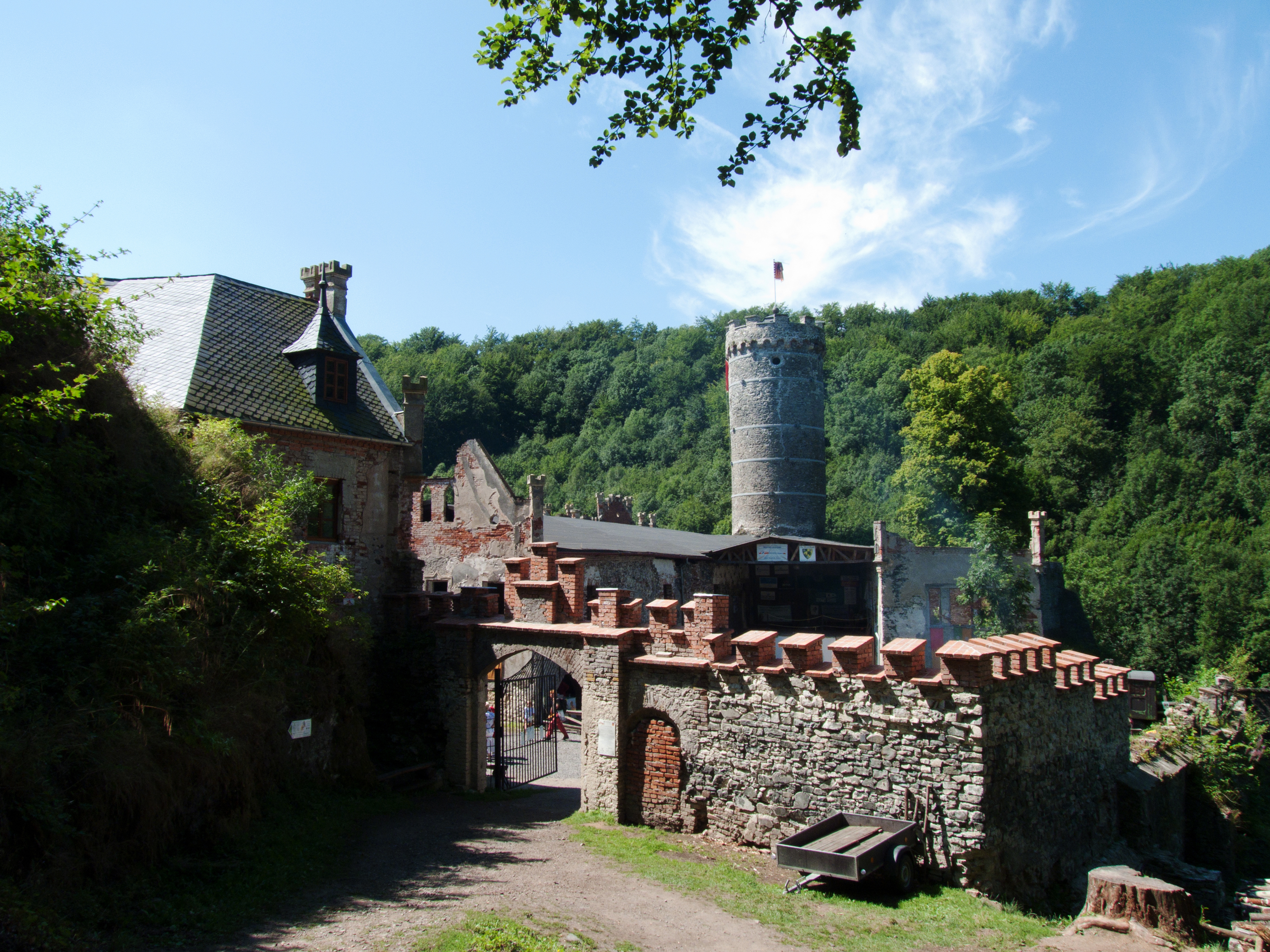
Schloss Hauenstein

#### Genealogische Einzelheiten
Mit Botho Freiherr von Ilburg (Otik z Ilburka), Herr der Veste Knöschitz (Knezice bei Poderam im Saazer Kreis), 1403 Burggraf des Bischofs von Prag zu Bischofteinitz und vor 1437 verstorben, begann die Stammfolge der Ilburg in Böhmen. Sein Sohn Wenzel, 1422–1428 Burggraf zu Eger (Cheb), Herr der Burgen Hauenstein (im Bezirk Sankt Joachimsthal in Westböhmen) und Himmelstein verstarb 1442. Dessen Sohn Puta, Burggraf und Pfandherr von Ellbogen, Herr der Burgen Hauenstein und Himmelstein (auch „Wartburg“ genannt) im Bezirk Kaaden, verstarb um 1460. Dessen Sohn Wilhelm (der Ältere) Freiherr von Ilburg, auf Hauenstein, Himmelstein und Helfenstein (bei Auscha), 1496 Landes-Unterkämmerer im Königreich Böhmen, verstarb 1489, wurde in Charwatetz zu Grabe gelegt und war mit Magdalena Frein von Kolditz, Tochter des Thimo Freiherrn von Kolditz, königlich böhmischer Landvogt der Oberlausitz, verehelicht und hatte drei Kinder; die zwei Töchter: Katharina, war in 1. Ehe verehelicht mit Albrecht Biwowsky Freiherr von Leuchtenburg, auf Vöttau; in 2. Ehe, vor 1464 geschlossen mit Bohuslaw Merzircziczky Freiherr von Lomnicz auf Meseritz, und Anna ehelichte Albrecht den Jüngeren Freiherr Berka von Dub und Leipa (aus dem Haus Hinstein). Mit seinem Sohn Wilhelm (dem Jüngeren) Freiherr von Ilburg und Ronow (Romburg) († 1538), Herr der Burg Lämberg in Nordböhmen, königlich böhmischer Landvogt der Oberlausitz, verehelicht mit Agnes Gräfin von Helfenstein († vor 1533) erloschen die Ilburg in Böhmen im Mannesstamm. Er wurde in Charwatetz bei Libochovice zu Grabe gelegt. Die Tochter Anna, auf Lämberg, Helfenburg und Ronow, war in erster Ehe verheiratet mit Johann Freiherr von Kurzbach und Trachenberg und Miltitz, Freier Standesherr in Schlesien, und in zweiter Ehe mit Ludwig Freiherr von Kolowrat-Bezdruziczky auf Kornhaus. Ihre Söhne Wilhelm und Heinrich der Ältere Freiherrn von Kurzbach zu Trachenberg und Miltitz erbten Ronow, Helfenburg und Lämberg.

### Ostpreußische Linie

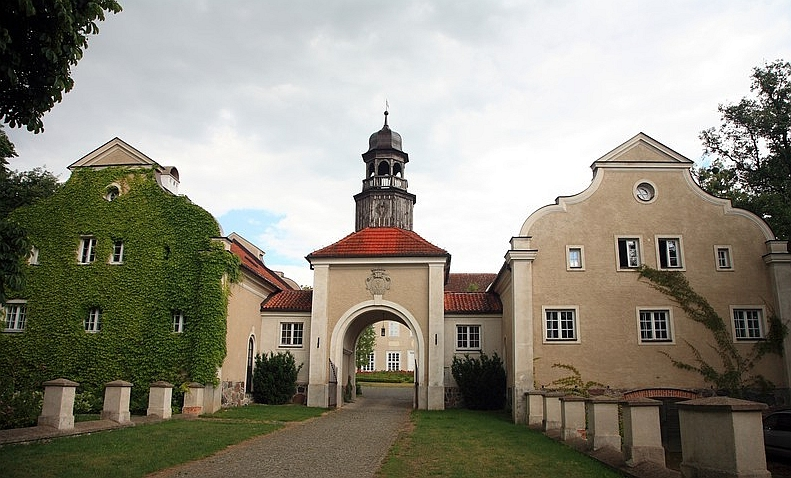
Schloss Gallingen, von 1468 bis 1945 im Besitz der Familie

Die ostpreußische Linie geht auf Botho VIII. von Ileburg (1430–1480), der seit 1450 Landvogt der (Nieder-)Lausitz war, zurück. Dessen Sohn Wend V. von Ileburg (vor 1454–1488) zog mit dem Hilfsheer seines Vaters nach Ostpreußen und verblieb dort zur Geltendmachung seiner Ansprüche gegenüber dem Deutschen Orden. 1468 wurde Wend V. mit dem Besitz Gallingen belehnt. Er vermählte sich mit Anna von Königsegg a.d.H. Skandau. Die Skandauer Güter dieser Ehe tauschte sein Enkel Botho XI. 1547 gegen das Gut Prassen ein. Die beiden Söhne aus der Ehe Wends V. mit Anna von Königsegg, Botho X. (1469–1564) und Wend VI. von Ileburg, begründeten die Häuser Leuneburg-Prassen-Tolksdorf sowie Gallingen-Kinkheim.
Der Enkel Wend VI. zu Eylenburg (1549–1629) vermählte sich mit Elisabeth Truchsess Freiin zu Waldburg-Capustigall a.d.H. Wildenhof († 1611) und erbaute 1589 das Schloss zu Gallingen. Deren Sohn Gottfried zu Eylenburg (1598–1660) bekleidete seit 1653 die Würde des Oberburggrafen und seit 1654 die des preußischen Landhofmeisters. Mit ihm starb die Linie Gallingen erstmals aus, so dass Gallingen an Botho Heinrich zu Eylenburg auf Tolksdorf fiel. Gottfrieds Vetter Freiherr Jonas Casimir von Eulenburg (1614–1667) auf Prassen-Leuneburg und Schönberg war Landesoberst über die preußischen Milizen und die preußischen Münzen, Generalmajor sowie Landratsdirektor und kurfürstlicher Kammerherr.
Er reiste 1656 als Bevollmächtigter des Großen Kurfürsten zum russischen Zaren und vermittelte dessen Waffenstillstand mit Schweden. Von 1660 bis 1663 präsidierte er dem dreijährigen Landtag. Sein Enkel, der Obermarschall und Wirkliche Geheime Etats- und Kriegsminister Freiherr Gottfried zu Eylenburg (1676–1742) auf Prassen und Romsdorf, der sich mit Katharina Gräfin von Wallenrodt vermählte, wurde 1734 außerdem Erbe der Gallinger Güter. Dessen Sohn Albrecht Wilhelm (1704–1772) gewann über seine Frau Charlotte von Tettau 1766 den Besitz Wicken hinzu; außerdem erbte er 1769 von seinem kinderlosen Bruder Christoph Heinrich den Besitz Prassen. Damit waren alle ostpreußischen Güter der Eulenburgs in einer Hand vereinigt. Der einzige Sohn, Ernst Christoph zu Eulenburg (1754–1796) der mit Hedwig Gräfin von der Groeben vermählt war, wurde 1786 in den preußischen Grafenstand erhoben. Als Alleinerbe begründete er mittels seiner Söhne die heute noch existierenden vier Eulenburgschen Linien: Die Wilhelmsche, Heinrichsche, Ernstsche sowie die Friedrichsche Linie.
Mit Ende des Zweiten Weltkriegs gehen alle Familienbesitze in Ostpreußen, Schlesien und Brandenburg verloren.

#### Wilhelmsche bzw. Prasser Linie
Der Erbe des Majorates Prassen-Leunenburg, Botho Wilhelm Graf zu Eulenburg (1778–1865), vermählte sich mit Wilhelmine von Klüchtzner. Der einzige Sohn dieser Ehe, Elimar Graf zu Eulenburg (1808–1849), heiratete Bertha Burggräfin und Gräfin zu Dohna-Schlodien, deren Sohn Richard (1838–1909), Landhofmeister, Euphemie von Tschirschky-Reichell. Diese Ehe brachte den Eulenburgs den Besitz Schlanz (heute Krzyżowice, Landgemeinde Kobierzyce) in Niederschlesien ein. Nach dem Tod von Richards Sohn Friedrich (1874–1931), der zusätzlich das Gut Döhrings erworben hatte, bildete sich so neben dem Stammsitz Prassen, welchen Mortimer (1905–1994) übernahm, mit Werner Graf zu Eulenburg (1908–1989) eine neue schlesische Linie der Eulenburgs in Schlanz.

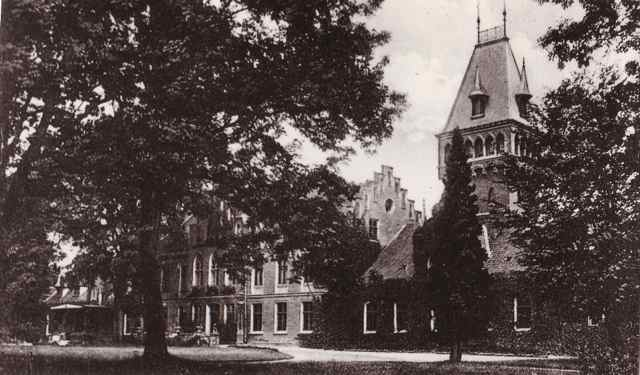
Schloss Prassen, Ostpreußen (heute Polen); inzwischen Ruine
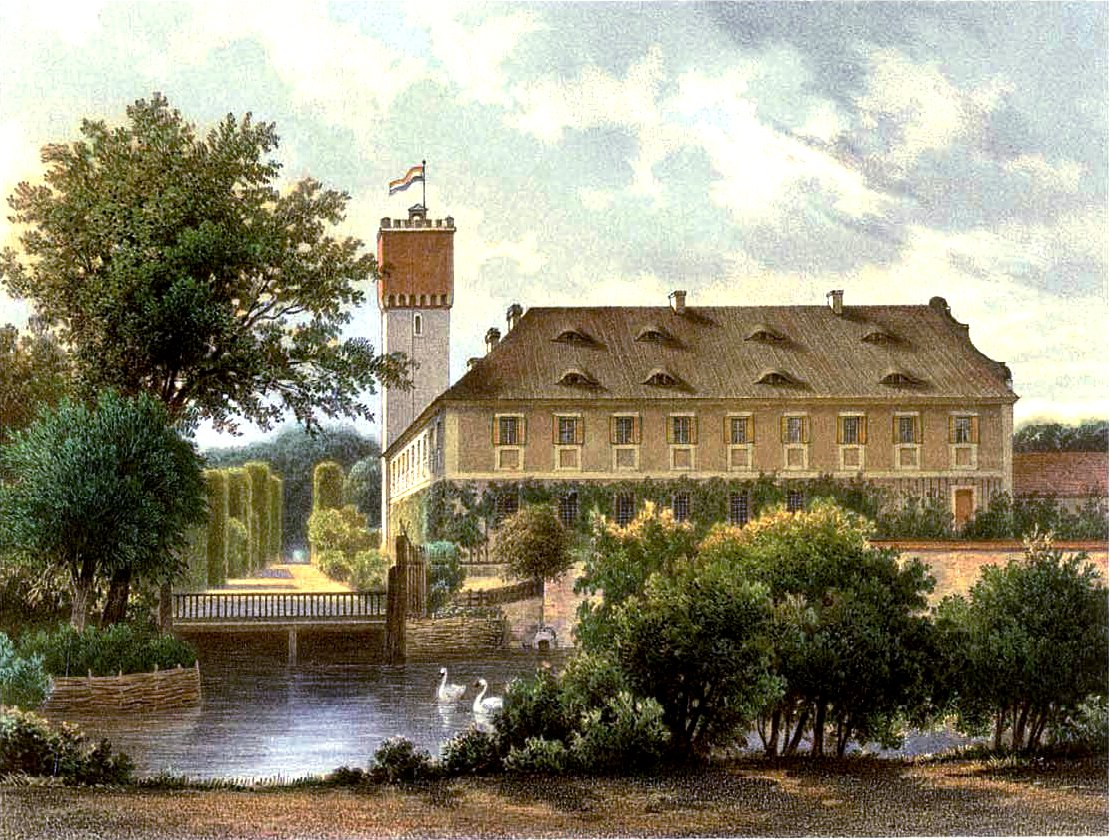
Schloss Schlanz, Niederschlesien (Polen)

#### Heinrichscher bzw. Wicker Linie
Die Allodialgüter von Wicken gelangten von Wenzeslaus Heinrich Graf zu Eulenburg (1779–1842), welcher Charlotte Reichsgräfin Finck von Finckenstein ehelichte, an den einzigen Sohn, den Landhofmeister Botho zu Eulenburg (1804–1879); dieser heiratete Therese Gräfin von Dönhoff-Friedrichstein. 1879 fiel das Erbe Wickens zunächst an alle drei Söhne, und zwar den preußischen Premierminister Botho zu Eulenburg (1831–1912), den Oberhofmarschall und Minister des kgl. Hauses August (1838–1921), sowie den General der Kavallerie Carl Graf zu Eulenburg (1843–1919). Letzterer übernahm das Gut Wicken in Alleinbesitz und vererbte es nach seinem Tod seinem Sohn Siegfried (1870–1960).

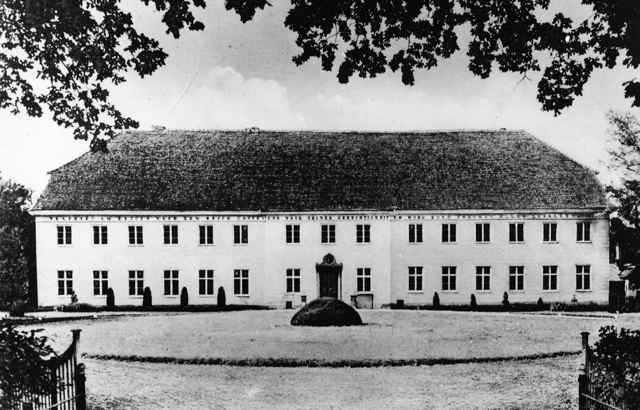
Schloss Wicken, Ostpreußen, nach 1945 geschleift, heute Russland (Exklave Kaliningrad)

#### Ernstsche bzw. Gallinger Linie
Die Gallinger Lehensgüter gelangten von Alexander Ernst Graf zu Eulenburg (1781–1845) (vh. m. Friederike von Rautter), an den einzigen Sohn Ludwig Botho (1811–1867, vh. m. Malwine Burggräfin und Gräfin zu Dohna-Schlodien). Der einzige Sohn Arthur (1853–1905) heiratet Elisabeth Freiin von Esebeck. Sohn Botho Wendt (1883–1945), verheiratet mit Emily Staël von Holstein, adoptierte als letzter seiner Linie Udo Graf zu Eulenburg a.d.H. Prassen als Erben; dieser trat es 1942 an.

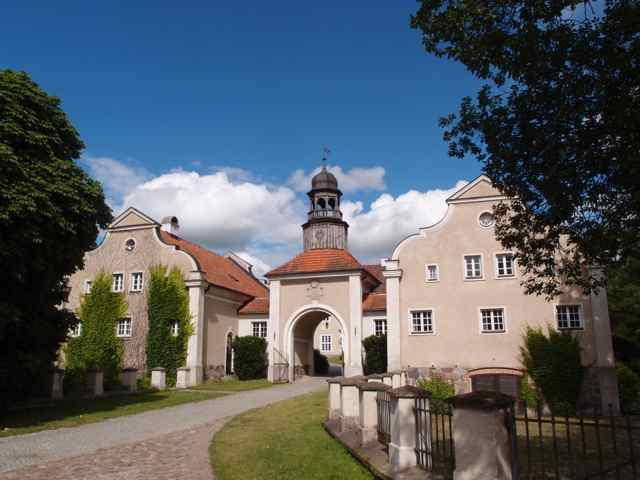
Schloss Gallingen, Ostpreußen (heute Polen)

#### Friedrichsche bzw. nachfolgend Liebenberger, heute Hertefeldsche Linie
Friedrich-Leopold Graf zu Eulenburg (1787–1845) erbte als Jüngster lediglich das väterliche Eulenburg-Haus in Königsberg. Er heiratete Amalie von Kleist und übernahm deren ostpreußischen Besitz Perkuiken, der aber bereits 1830 infolge der napoleonischen Kriege verloren ging.

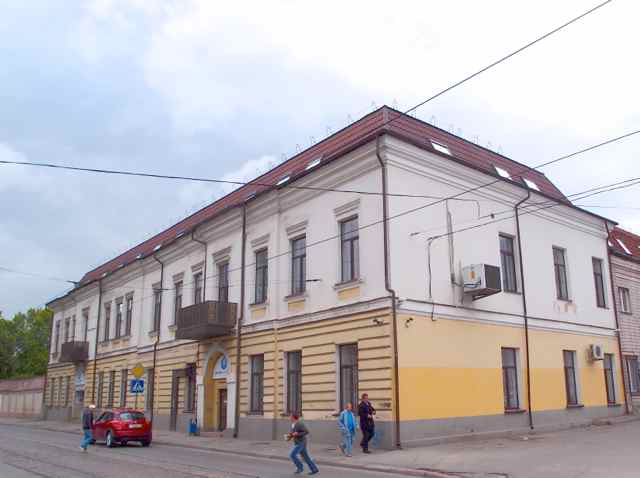
Eulenburg-Haus, ul. Frunze 13, Kaliningrad, Russland (vormals Königsberg, Ostpreußen)
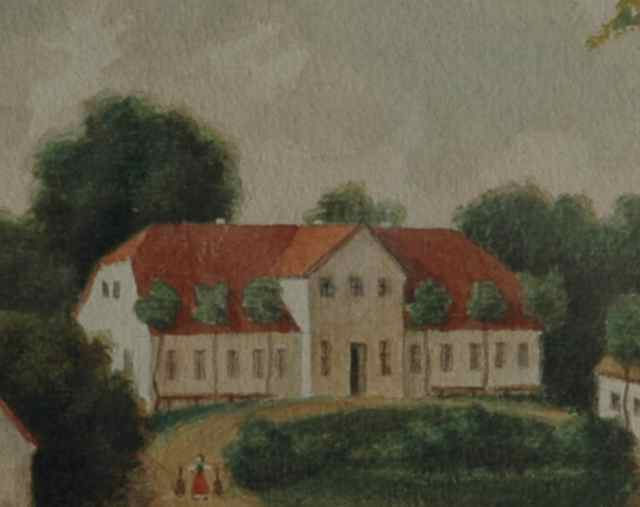
Rittergut Perkuiken, Ostpreußen, nach 1945 geschleift (heute Russland)

Die Söhne des Friedrich-Leopold Graf zu Eulenburg (Begründer der Friedrichschen Linie), der Staatsminister Friedrich zu Eulenburg (1815–1881) sowie sein Bruder Philipp Conrad (1820–1889), verließen Ostpreußen. Letzterer heiratete Alexandrine Freiin von Rothkirch-Panthen, die 1867 Alleinerbin ihres Großonkels Karl Freiherr von und zu Hertefeld wurde. Die Hertefelder stammten aus dem Herzogtum Kleve, das seit 1614 zu Brandenburg-Preußen gehörte und waren so an den Hof des Großen Kurfürsten Friedrich Wilhelm nach Berlin gekommen; 1652 hatten sie das brandenburgische Schloss Liebenberg erworben und zu ihrem Hauptsitz gemacht, zusammen mit dem benachbarten Gut Häsen. 1867 fielen diese Besitzungen nun an die Friedrichsche Linie der Eulenburgs, zusammen mit den rheinischen Stammgütern Haus Hertefeld und Haus Kolk am Niederrhein. Wulkow und Gühlen bei Neuruppin in Brandenburg wurden noch von Philipp Conrad zu Eulenburg erworben, jedoch bereits vor dem Ersten Weltkrieg wieder veräußert.
Der Sohn Philipp Conrads, Philipp zu Eulenburg (1847–1921), wurde 1900 von seinem Freund Kaiser Wilhelm II. als Fürst zu Eulenburg und Hertefeld in den primogen erblichen Fürstenstand erhoben; zusätzlich wurde ihm der Titel seiner Frau, der letzten Gräfin von Sandels aus Schweden, verliehen. Alleinerbe des Paares wurde 1921 deren Sohn Friedrich Wend zu Eulenburg (1881–1963), welcher sich nach seiner Heirat 1904 das Seehaus bei Liebenberg errichtet hatte. Seine österreichische Frau Marie Freiin von Mayr-Melnhof aus einer wohlhabenden Fabrikantenfamilie brachte 1921 das Jagdgut Hinterstoder in Oberösterreich in die Familie ein. Der Kaiser, der Liebenberg oft besuchte, nahm an der Hochzeit teil, bestand jedoch darauf, dass die Kinder des künftigen Fürstenpaares protestantisch getauft würden.

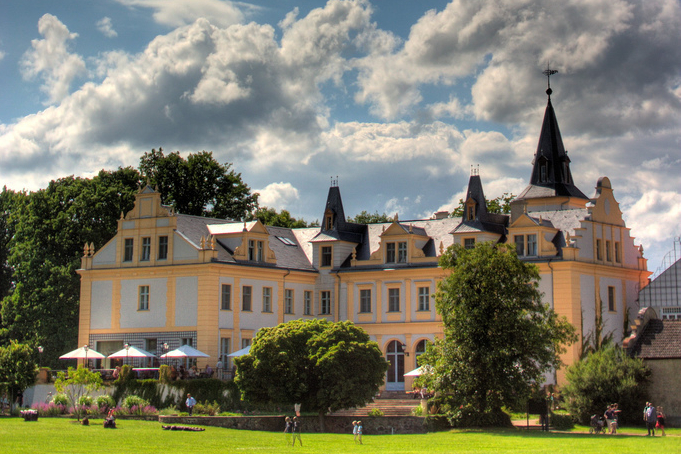
Schloss Liebenberg, Brandenburg
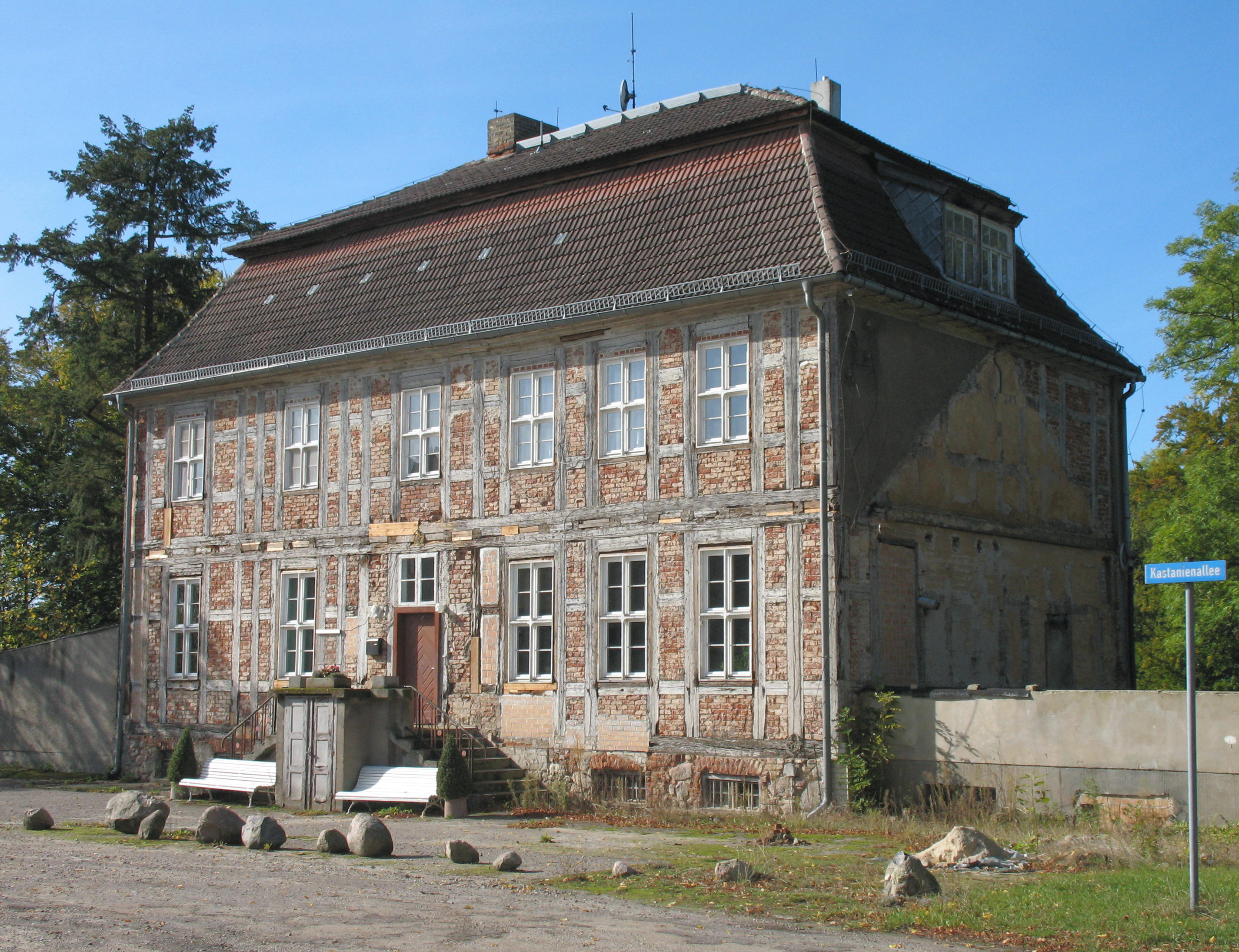
Gut Häsen
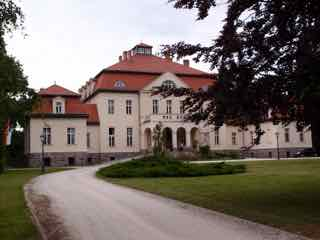
Seehaus in Liebenberg

Die brandenburgischen Besitzungen wurden durch die Bodenreform in der Sowjetischen Besatzungszone 1945 enteignet. Die Familie zog nun auf die verbliebenen Güter am Niederrhein, wobei Haus Hertefeld 1945 ausgebrannt war. Es wurde erst um das Jahr 2000 in Teilen wieder aufgebaut. Inzwischen teilt sich die Friedrichsche Linie der Fürsten zu Eulenburg und Hertefeld die niederrheinischen Besitzungen auf und bildet heute Zweige auf Haus Hertefeld sowie Haus Kolk.

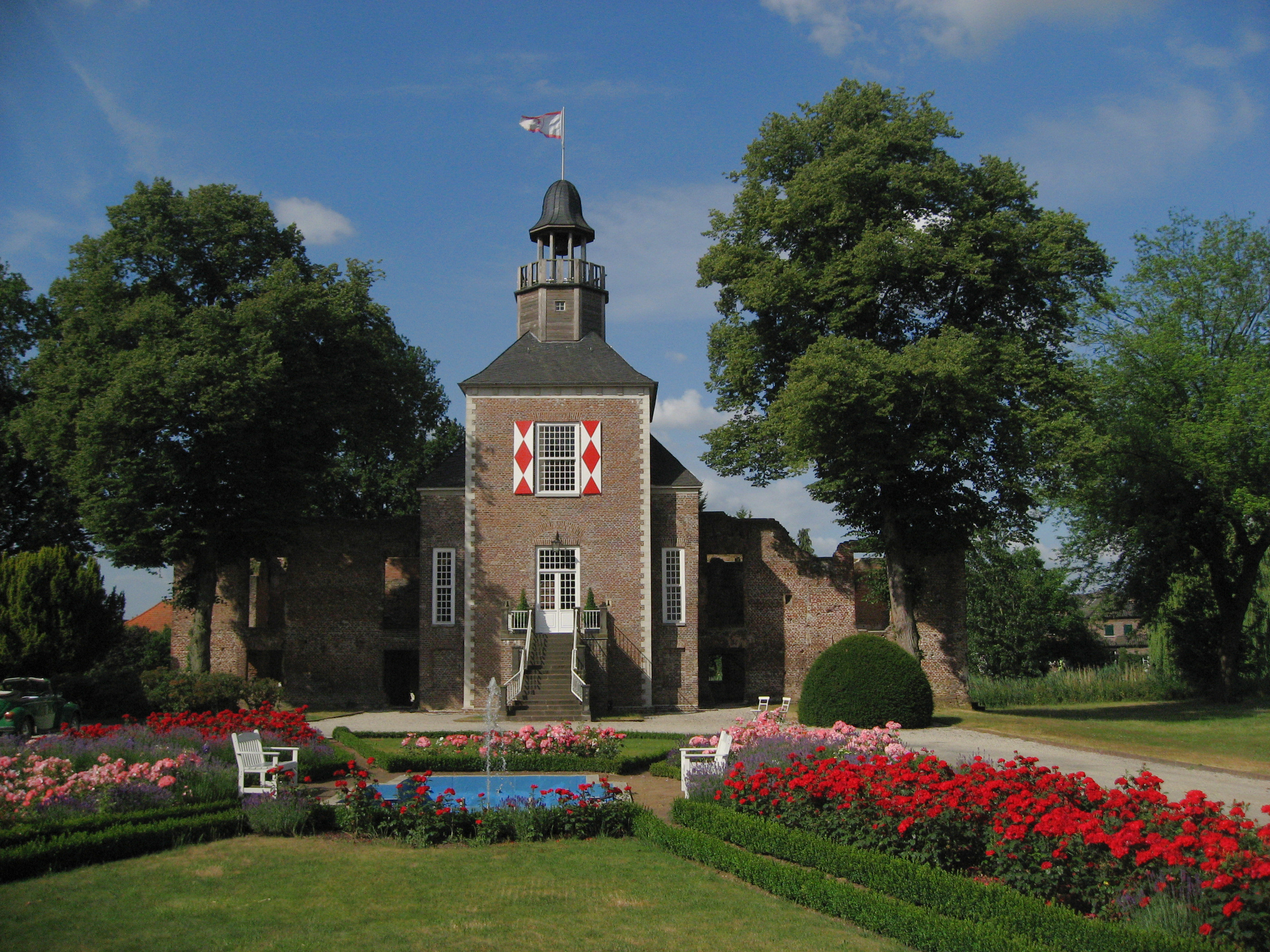
Haus Hertefeld, Niederrhein
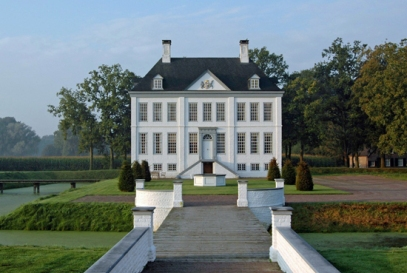
Haus Kolk, Niederrhein
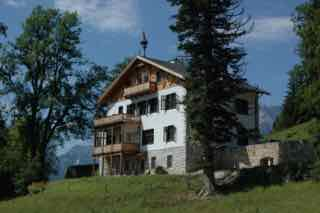
Jagdgut Hinterstoder, Oberösterreich

### Wappen
Das Stammwappen ist geteilt, oben in Gold ein rechtsgewendeter rot-gekrönter und rot-bewehrter schwarzer Löwe, unten in Blau drei (2:1) silberne – später auch goldene – sechsstrahlige Sterne. Auf dem gekrönten Helm mit schwarz-goldenen Decken der wachsende Löwe zwischen offenem, rechts goldenem, links schwarzem Flug.

### Historische Wappenbilder

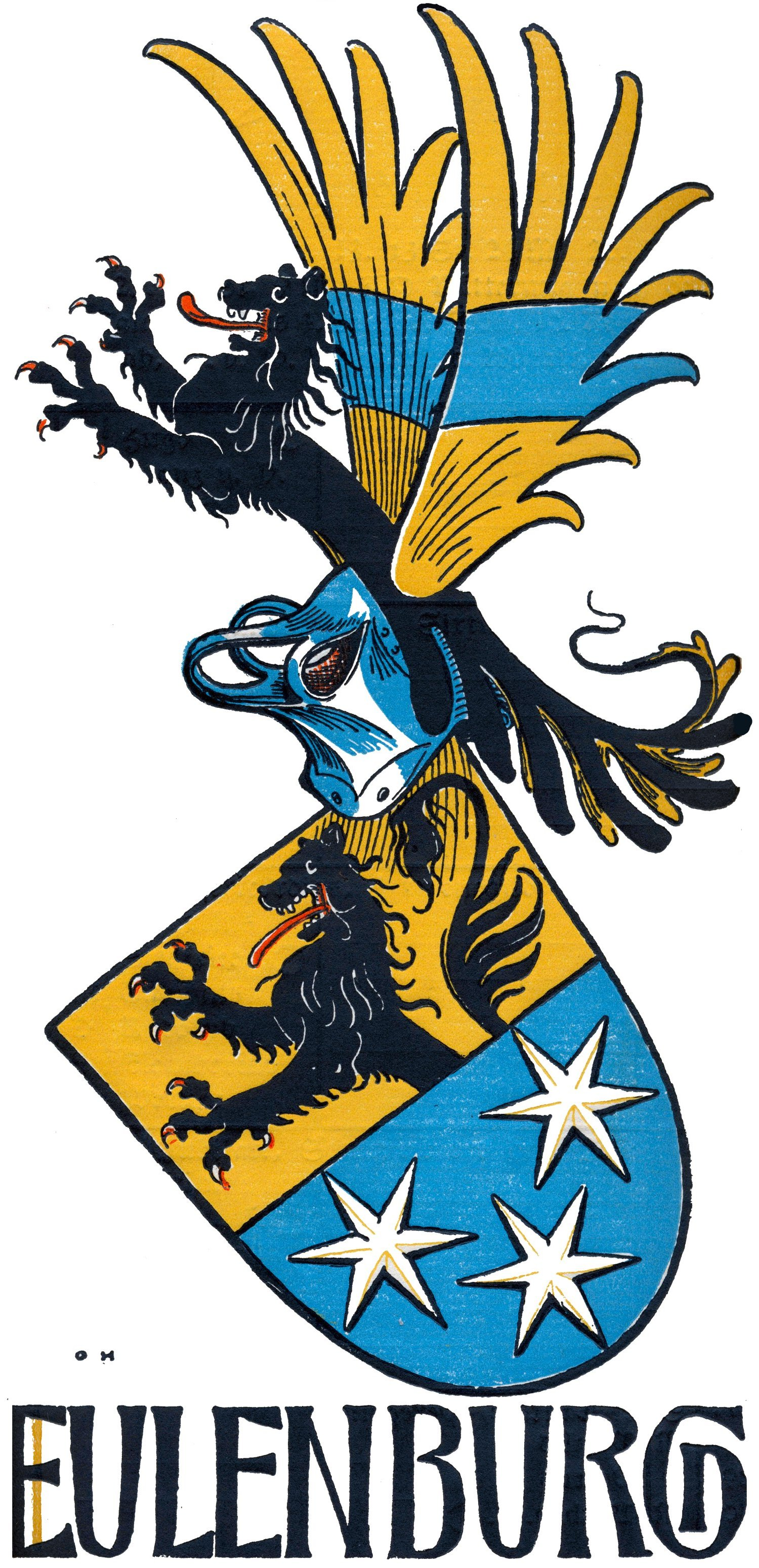
Stammwappen von Otto Hupp im Münchener Kalender von 1902
Altes Wappenbild der Ileburger/Eulenburger
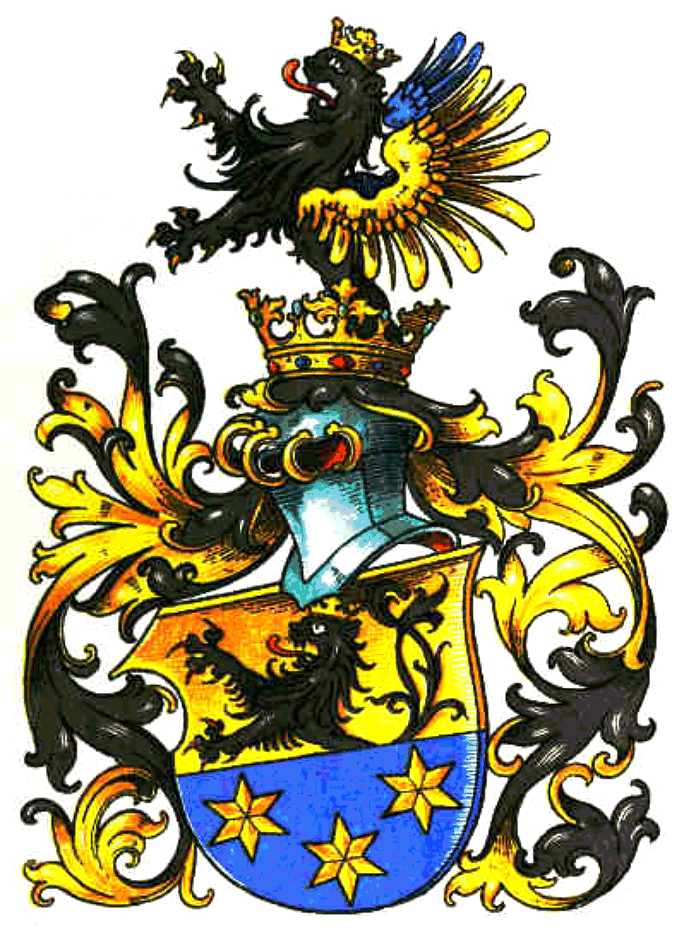
Darstellung aus dem Schlesischen Wappenbuch
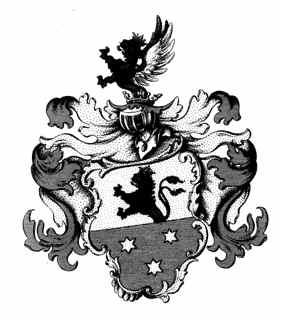
Wappen der Grafen zu Eulenburg (18. Jh.)
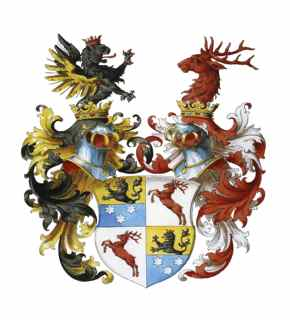
Wappen der Grafen zu Eulenburg und Hertefeld (1898)
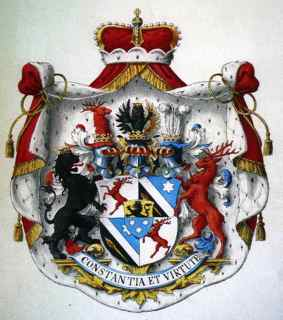
Wappen der Fürsten zu Eulenburg und Hertefeld (1900)

## Bekannte Familienmitglieder
- August zu Eulenburg (1838–1921), Minister des preußischen königlichen Hauses
- Botho zu Eulenburg (1831–1912), preußischer Ministerpräsident
- Botho Heinrich zu Eulenburg (1804–1879), preußischer Politiker (MdR, MdH), Verwaltungsjurist und Gutsherr
- Botho Sigwart zu Eulenburg (1884–1915), deutscher Komponist
- Friedrich zu Eulenburg (1815–1881), Leiter der Preußischen Ostasien-Expedition und preußischer Innenminister
- Friedrich Wend zu Eulenburg (1881–1963), deutscher Großgrundbesitzer
- Fritz zu Eulenburg (1874–1937), deutscher Großgrundbesitzer und Politiker
- Karl zu Eulenburg (1885–1975), Schriftsteller und Philologe
- Karl Botho zu Eulenburg (1843–1919), preußischer General der Kavallerie
- Philipp Fürst zu Eulenburg (1847–1921), preußischer Staatsmann und Mitglied des Preußischen Herrenhauses
- Richard zu Eulenburg (1838–1909), preußischer Gutsbesitzer und Politiker, Mitglied des Preußischen Herrenhauses
- Siegfried Graf zu Eulenburg-Wicken (1870–1961), preußischer Offizier und letzter Regimentskommandeur des 1. Garde-Regiments zu Fuß
- Jonas Graf zu Eulenburg (1901–1945), Oberst der Wehrmacht
- Soscha zu Eulenburg (* 1944), Mitglied des Europäischen Wirtschafts- und Sozialausschusses in Brüssel